# Willinger Vilmos
Willinger Vilmos (Wilhelm Willinger) (Budapest, 1879. április 9. – 1943. január 29. Sanghaj, Brit Birodalom) fotóművész, stúdióvezető, a némafilmkorszak egyik legismertebb osztrák, német portréfényképésze

## Életútja
Budapesten tanulta a szakmát, majd itt is lett ismert fényképész, olyannyira, hogy beválasztják 1897-ben a Fényképészek Köre választmányába.  1902-1918 között Berlinben tartott fenn fényképész műtermet, majd később létrehozott sajtóügynökséget. A sajtóban jelentek meg képei, portréi. A némafilm korszakban  készített a filmcsillagokról fényképsorozatokat, amelyek képeslap formában is forgalomba hozott.  
Európa három városában: Bécsben, Berlinben és Párizsban is működtette műtermeit, és ügynökségét egyszerre.  Berlinben 1920–1934 között felesége, Margarete Willinger nevén dolgozott ügynöksége. Az 1924-ben alapított bécsi Fotoagentur Willinger idővel már 30 fővel dolgozott. 1938-ban, az Anschluss után elhagyta Ausztriát, és a Brit birodalomhoz tartozó Sanghajban telepedett le. Bécsben cégét és teljes archívumát Hitler fényképésze, Heinrich Hoffmann vállalata "vette át". Az emigráció idején, 1940-ben létrehozta az "Atelier Willinger & Co Shanghai" nevű ügynökséget, amely ott Sanghajban a Nankin Road 88 szám alatt működött. Sanghajban hunyt el. Fia Willinger László is ismert fotóművész lett, aki szakmai részt édesapja műtermeiben tanulta ki, majd idővel önálló ügynökséget nyitott. 
Az Anschluss után ő Amerikába emigrált. Wiener Fotoagentur Willinger majdnem teljes archív-anyaga elveszett a háború sodrában. Ma jobbára, árveréseken, magángyűjteményekben kerülnek elő Willinger-fotók az 1920-as, 1930-as évekből.